# Indiánok
Indiánoknak az amerikai kontinens bennszülött népeit (őslakóit) nevezzük. Jelenleg az amerikai kontinens lakosságának egy tetemes, de kisebb részét képezik. Elnevezésük Amerika középkor végi újra-felfedezésével és egy tévedéssel kapcsolatos, nevezetesen, hogy Kolumbusz Kristóf azt hitte, hogy Indiát érte el, amikor a Karib-térségben partot ért.
Amerikában bennszülött amerikai (angolul Native American) és az első nemzetek (First Nations) neveken is emlegetik őket. Más neveik: amerikai indiánok, amerindek, vörös indiánok. Az angol nyelvben az Indian szó indiánt és indiait egyaránt jelenthet, így az angol szó alakjában őrzi Kolumbusz tévedését, a magyar nyelvben azonban a két jelentés két szóalakra vált szét.
Az amerikai nyelvfejlődés hatására egyes vélemények szerint a magyar indián kifejezés is egy tévedésre alapuló, egy kolonialista, fehér felsőbbrendűségre utaló világképre utaló, a fájdalmas és rasszista múltra emlékeztető kifejezés, melyet magyarul is időszerű korszerűsíteni, hasonlóképpen a néger szóhoz. Mások ezt a magyar nyelv fejlődésébe való mesterséges beavatkozásnak, erőltetett politikai korrektségnek tartják.
Kolumbusz tévedése alapján az Amerikába érkező európaiak ezeket a népeket az indián gyűjtőnév alá sorolták. A bennszülöttek számára ebben az időben nem létezett e népek közös fogalma, de az utóbbi két évszázadban mégis kialakult az indián identitástudat, bár újabban nő ezzel a felfogással szemben az ellenkezés a bennszülöttek leszármazottai közt, különösen Kanadában.
A bennszülött amerikai népek kultúrája, életmódja már az európai hódítás előtt nagyon változatos volt. Egyesek vadászó-gyűjtögető életmódot folytattak, mások mezőgazdasággal és vízkultúrával foglalkoztak, máig maradandó örökséget hagyva maguk után. Egyes társadalmaik erősen a mezőgazdaságtól függtek, mások életmódja a földművelés, vadászat és gyűjtögetés keverékére épült. Egyes régiókban a bennszülött népek monumentális épületeket emeltek, nagy, jól szervezett városokat hoztak létre. Társadalmaikat egyes főnökök uralta területek, államok, sőt hatalmas birodalmak jellemezték.
Az amerikai kontinens sok területét ma is bennszülött amerikaiak népesítik be. Egyes országok nagy bennszülött populációval rendelkeznek, mint Bolívia, Peru, Paraguay, Mexikó, Guatemala, Kolumbia és Ecuador. Amerikában legalább ezer bennszülött nyelvet beszélnek, ezek közül néhányat, mint a kecsua, a guaraní, a maja és a navatl több millióan. A legtöbb bennszülött nép a keletről bevándorolt népek életmódját vette át, de helyenként változó mértékben sokan megőriztek régi vallási, társadalmi és életmódbeli hagyományokat. Léteznek olyan bennszülött népek, amelyek viszonylagos elszigeteltségben, ősi életmódjukat őrizve élnek, sőt valószínűleg olyanok is, akik még mind a mai napig a modern civilizációtól teljesen elzárva élnek.

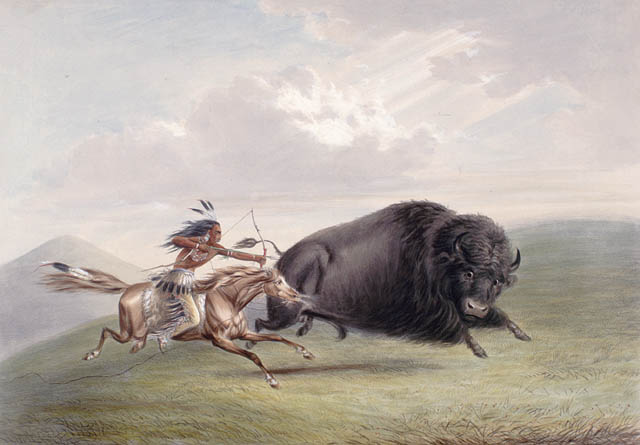
Észak-amerikai indián bölényvadászaton (1844)

## Történelmük
Az újvilági bevándorlási elmélet szerint az emberek Beringián, a mai Bering-szoros helyén valamikor elnyúló jéghídon keresztül vándoroltak be Eurázsiából Amerikába. A legkésőbbi időpont, amikor ez megtörténhetett, valamikor 12 ezer évvel ezelőtt volt, a legkorábbi időpont vitatott. Ezek a korai paleoamerikaiak gyorsan szétterjedtek Amerikában és kulturálisan elkülönülő törzsek és nemzetek százaira váltak szét.
Egyes népek halászattal, vadászattal, gyűjtögetéssel foglalkoztak, míg mások fejlett civilizációkat hoztak létre, mint a közép-amerikai olmékok, toltékok, maják és aztékok vagy épp a dél-amerikai inkák.

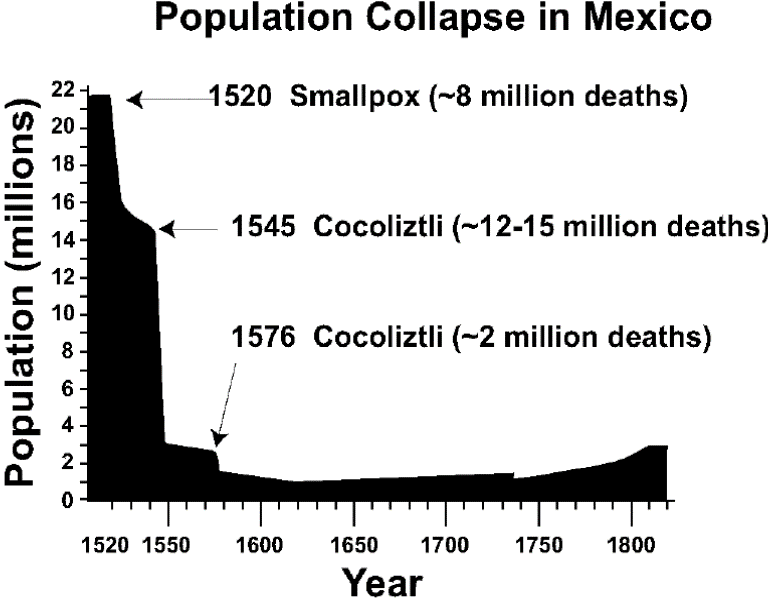
Az őslakó mexikói népesség összeomlását mutató grafikon, amelyet zömmel az európaiak által behurcolt járványos betegségek okoztak

Az európai hódítások kezdetén az aztékok a világ egyik legnagyobb városával rendelkeztek (Tenochtitlan), amelynek a népessége a becslések szerint 200 ezer fő volt.  Összehasonlításképpen, a 16. század elején Európa legnagyobb városai Konstantinápoly és Párizs voltak, és Konstantinápolyban 300 ezer, Párizsban 200 ezer lakos élt, London, Madrid és Róma lakossága pedig ekkor alig haladta meg az 50 ezer főt.
Az európai konkvisztádorok kíméletlen irtóhadjárataikkal ölték az indián népeket és az általuk behurcolt betegségek is hozzájárultak az őslakók számának drasztikus csökkenéséhez. Noha Amerika Kolumbusz előtti pontos népességének száma nem ismert, a történészek becslése szerint az indián őslakő népesség az európai gyarmatosítás első évszázadaiban 80-90%-kal csökkent. Amerika európai gyarmatosítása alapvetően megváltoztatta a bennszülött őslakók életét, kultúráját és a kontinens etnikai összetételét is.

### Észak-Amerika
- Az Amerikai Egyesült Államok történelme
- Síksági indiánok
- A szerik története
- Az apacsok történelme
- Öt Civilizált Törzs
- Floridai indián törzsek
- Nagy-medencei indiánok
- Délnyugati indiánok
- Krík indiánok
- Szeminol indiánok
  - Szeminol háborúk
- Cserokik
- Csikaszók
- Irokézek
- Huronok
- Paunik
- Otavák
- Csaktók
- Póhatanok
- Pueblo indiánok
- Jamestowni mészárlás

### Közép-Amerika
- Maja civilizáció
- Aztékok
- A Karib-térség történelme (arawak és carib indiánok)

## Nyelvek

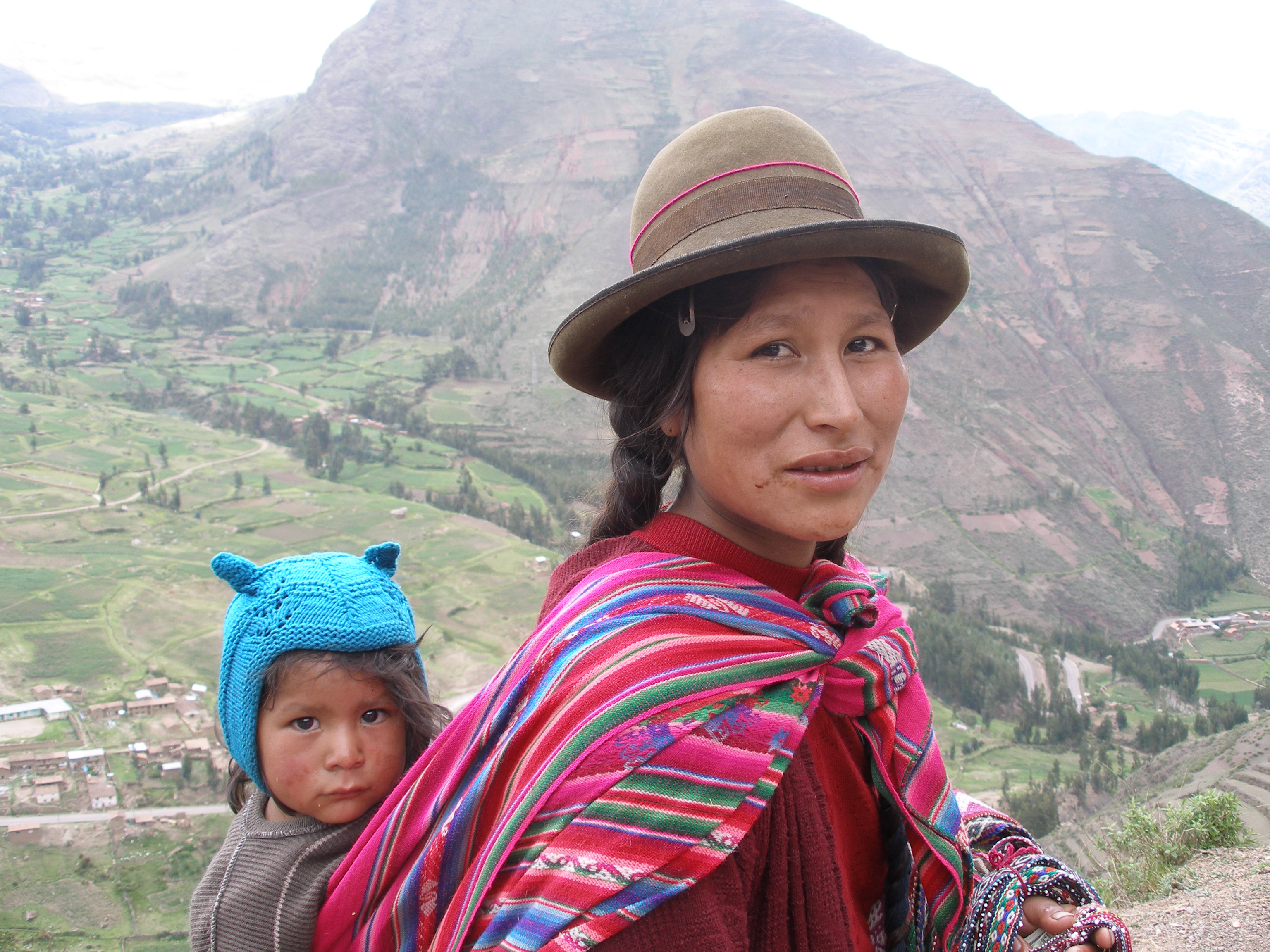
Amerind származású perui nő és gyermek

### Dél-Amerika
- Inka Birodalom
- Brazília történelme

## Vallás
Az amerikai indiánok a leginkább elfogadott hipotézis szerint Szibériából kerültek az Újvilágba. Ezt igazolja a genetikai, nyelvi, népzenei, ősvallási és írástörténeti összefüggések sora, amely Szibéria és az Újvilág között kimutatható.

### Észak-Amerika
USA és Kanada:

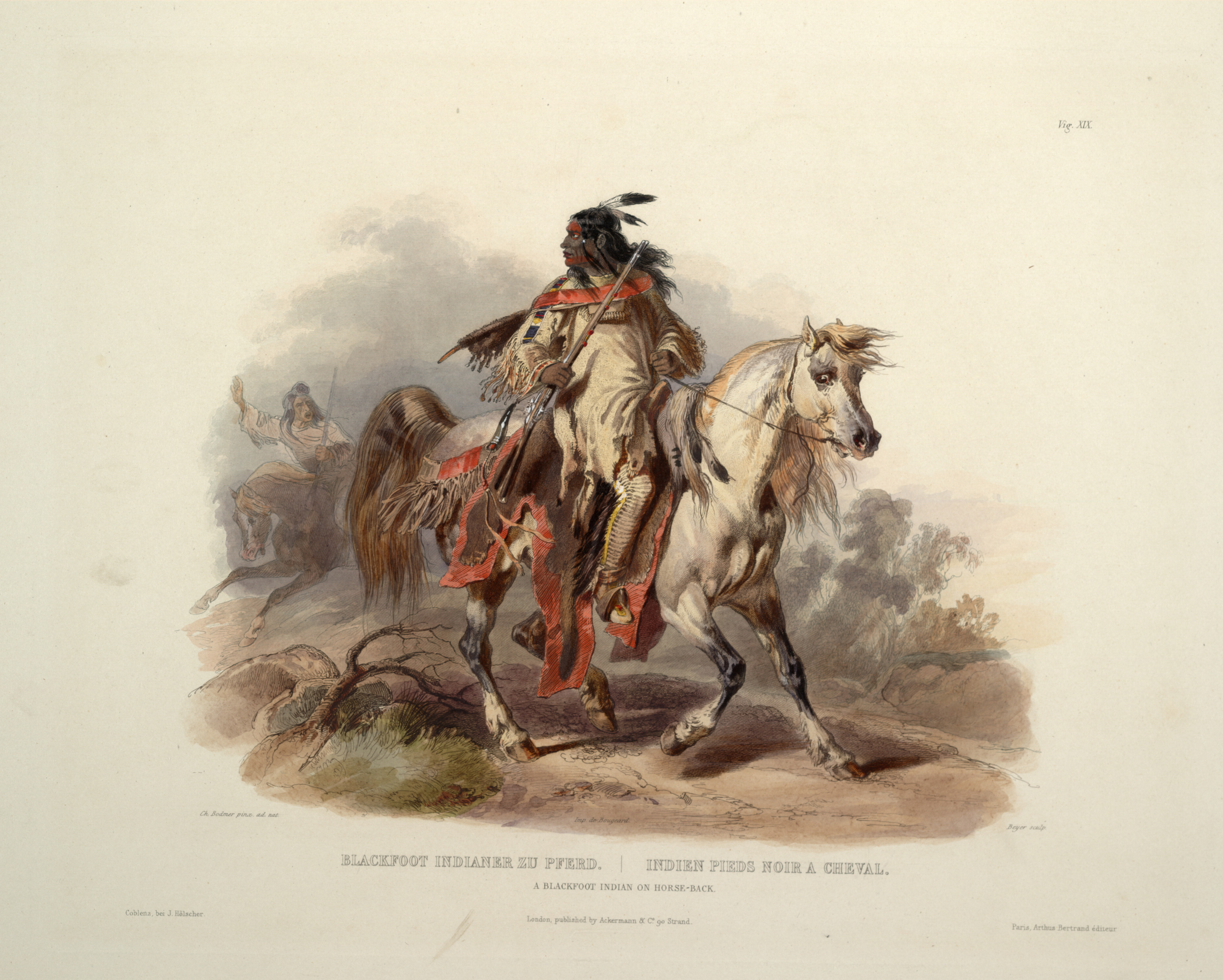
Feketeláb (Blackfoot) indián férfi lovon

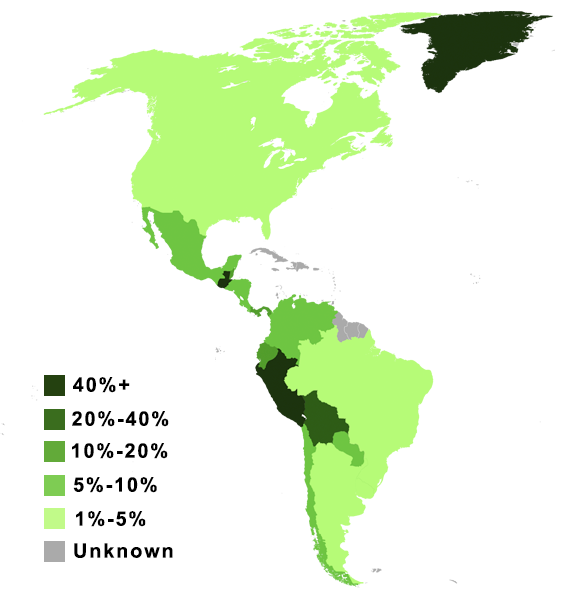
Indiánok a mai lakosság százalékában

- A sarkkör alatti terület indiánjai
- Északnyugati parti indiánok: bellakúla, cimsián, csinúk, haidák, kvakiutl, nadiné, nútka, penúsön, szelis, tlingit indiánok
- Fennsíki indiánok
- Nagy-medencei indiánok
- Kalifornia indiánjai
- Délnyugati indiánok: atapaszka, apacs, havaszupáj, hohokam, juma, magíjan, navahó, patijan, pueblo (keresz, hopi, zunyi stb.) indiánok
- Síksági indiánok: pauni (Pawnee), …
- Északkeleti vagy erdővidéki indiánok
  - Algonkin nyelvcsalád: abnaki (Abenaki), algonkin (Algonquin), arapahó (Arapaho), csipéva vagy odzsibvé vagy anisinábé (Chippewa, Ojibwa, Anishinaabe), delaver (Delaware, Lenape), ecsemin (Etchemin), feketeláb (Blackfoot), illinivek (Illinois), kikapu (Kickapoo), krí (Cree), májami (Miami), messzecsuszett (Massachusett), mikmek (Míkmaq), minámini (Menominee), mohikán (Mahican), mohegan, narraganszett (Narragansett), otava (Ottawa), píkot (Pequot), póheten (Powhatan), potavatami (Potawatomi), sájen (Cheyenne), sauni vagy sóni (Shawnee), szók-meszkvaki vagy szók-róka (Sauk-Fox), vampanoag (Wampanoag) indiánok
  - Irokéz nyelvcsalád: cseroki (Cherokee), huron (Huron, Wyandot), irokéz (Iroquois: kajuga, móhauk, onandága, onejda, szeneka, tuszkaróra) indiánok
  - Sziú nyelvcsalád: sziú (Sioux), vinebégó (Winnebago) indiánok
- A délkeleti indiánok
  - Maszkagí nyelvcsalád: csaktó (Chocktaw), csikaszó (Chickasaw), krík vagy maszkagí (Creek, Muskogee), szeminol (Seminole) indiánok
  - kadó (Caddo), nacsez (Natchez) indiánok

## Indián törzsek

### Észak-amerikai

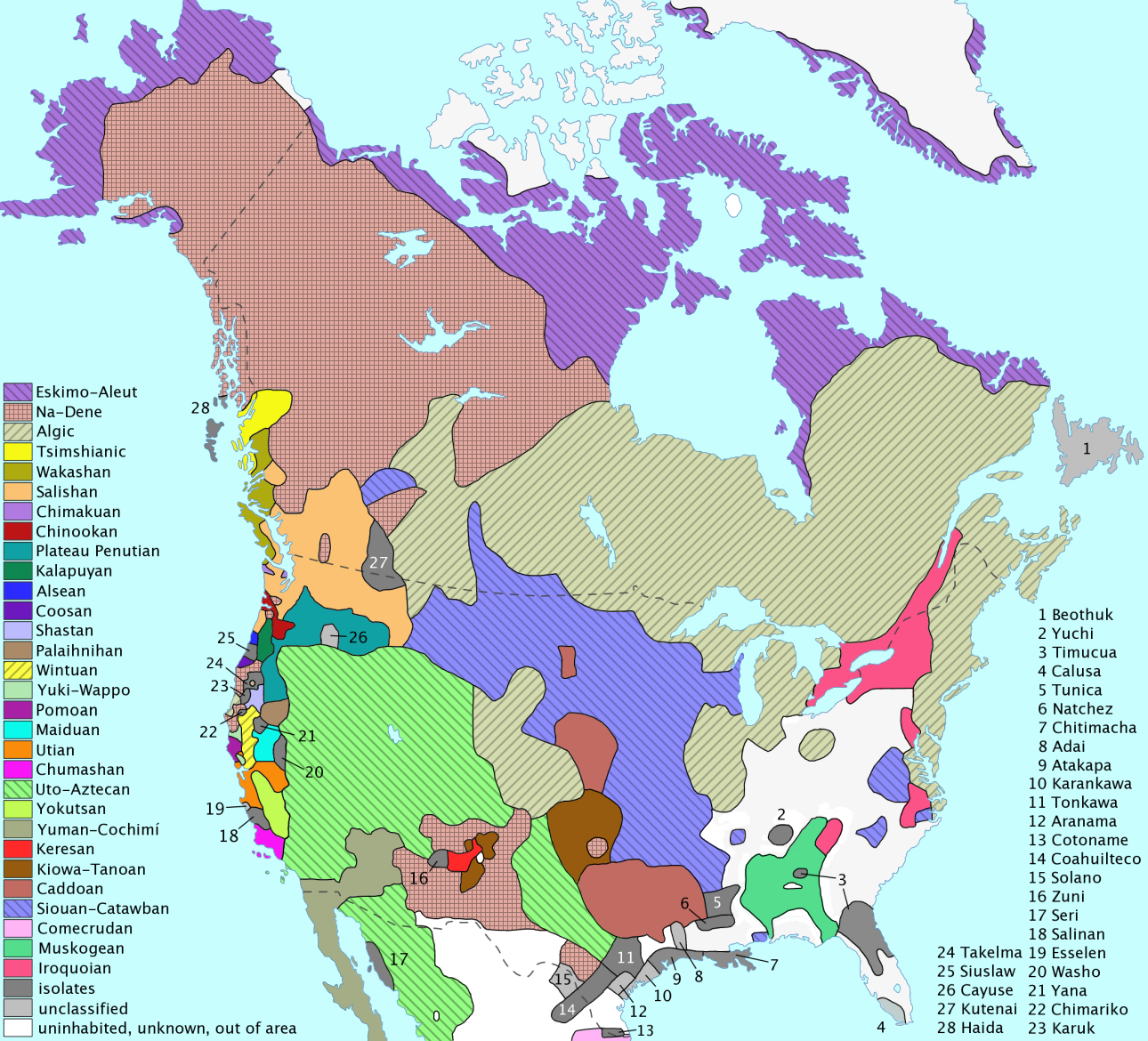
Észak-amerikai indián nyelvcsaládok

#### Délkeleti
maszkagí •  krík •  csikaszó •  csaktó •  kadó •  irokéz •  cseroki •  algankin •  nacsez •  szeminol •  atakapa •  necsez •  tunika •  ofó •  houma •  csitimacsa •  bájlekszi •  csakcsium •  tohómi •  mobájl •  alabama •  jucsí •  hicsiti •  apölesi •  timukua •  tokabága •  aisz •  kalúsza •  tekeszta •  kíz •  jamszí •  kuszábó •  katauba •  tuleló
A krík a maszkagik köré csoportosuló poli konföderáció angol neve.

#### Délnyugati
kokopa •  juma •  alcsidúma •  mohávi •  valapáj •  havaszupáj •  valupáj •  marikopa •  papagó •  fölső pima •  szeri •  hopi •  nyugati apacsok •  csirikava apacsok •  zunyi •  Rio Grande-keresz •  hémez •  navahó •  téva •  északi tíva •  tánó •  píkosz •  déli tíva •  tompiró •  laguna •  akoma •  piró •  hikarija apacsok •  meszkaleró apacsok •  hokomi •  hanó •  szuma •  humanó •  opeta •  jubidi •  dzsova •  alsó pima •  jaki •  guarihió •  tarahumara •  tubaro •  majó •  koncsó •  toboszó •  guaszávi •  akasí •  sisime •  tehui •  tepehuan •  zakatek •  pemi •  karankava •  nyakipa •  paipai •  kiliva •  kocsimi •  gvajkura •  perikú

#### Síksági
szárszi •  síksági krí •  feketeláb •  gróvantr •  aszinbojn •  síksági odzsibua •  crow •  titon sziú •  hidatsza •  menden •  aikara •  janktonáj sziú •  szanti sziú •  sájen •  ponka •  omaha •  jankton sziú •  ájova •  oto •  pauni •  arapahó •  kansza •  mizúria •  kájova •  kájova apacs •  oszidzs •  kamencsi •  vicsita •  kvapa •  lipen apacs •  tonkava •  kitszáj

#### Fennsíki
liluit •  saszvep •  tomzon •  nikola •  okanágen •  léksz •  kutenáj •  kaliszpil •  szenpojl •  columbiai szelisek •  jakima •  szpokén •  palúsz •  kődalen •  flethed •  népörszi •  valavala •  kajúszi •  jumatila •  klikitet •  visrem •  teninó •  molala •  klamat •  modok

#### Nagy-medencei
keleti sosóni •  északi sosóni •  benak •  északi pajút •  vasó •  nyugati sosóni •  jút •  déli pajút •  Owens Valley-pajút •  kavaisszu

#### Kaliforniai indiánok
tolóva •  karok •  jurok •  seszta •  hupa •  csilula •  vilka •  vájot •  csimarikó •  vintu •  matóle •  nongatl •  szinkióni •  leszik •  vajlaki •  kahtó •  jukí •  északi pomó •  északkeleti pomó •  keleti pomó •  délkeleti pomó •  középső pomó •  déli pomó •  keseje •  namleki •  acsomavi •  atszagivi •  majdú •  jana •  kankáu •  niszenan •  petvin •  tóvidéki mívak •  vapó •  parti mívak •  mívak •  északi völgyi jokut •  kosztanóan •  eszölin •  monacsi •  foothilli jokut •  déli völgyi jokut •  tubatulabal •  szalinen •  csumas •  kitanemuk •  tetevjem •  szeránó •  gabrielinó •  luiszennyó •  kahuilja •  kupennyó •  diguennyó

#### Északnyugati partvidék
ejak •  tlingit •  haida •  nisga •  gitkszen •  cimsián •  haiszla •  haihaisz •  belabela •  bellakúla •  uvekín •  kvakiutl •  északi parti szelis •  nútka (núsanúlt) •  középső parti szelis •  déli parti szelis •  maka •  kvilájúta •  csimekam •  kvalijúka •  sinúk •  kletszken •  tilamúk •  elsziensz •  szjuszlevensz •  kelepájensz •  kúszensz •  atapaszka •  takelma

#### Északkeleti terület
csipua/odzsibua •  minámini •  vinebégó •  ilinoj •  potavatómi •  foksz •  szók •  meszkuten •  májámi •  saúni •  kikapú •  algankin •  nipisszing •  hjuron •  atava •  pitan •  venró •  írí •  szeneka •  kajúga •  onandága •  onejda •  móhak •  mehiken •  delavár •  szaszkehanak •  nentikók(ok) •  virginiai algankin •  virginiai és észak-carolinai irokéz •  észak-carolinai algankin •  Szent-Lőrinc vidéki irokéz •  nyugati abenaki •  keleti abenaki •  meliszit •  passzamakudi •  mikmek •  dél-új-angliai algankin •  kelet-Long Island-i algankin

#### Sarköv alatti terület
holikecsa •  ingali •  kolcsen •  tanajna •  kolakon •  kacsin •  tanana •  atna •  hen •  tatcsoni •  hér •  hegyi indiánok •  tegis •  szárazföldi tlingit •  kaszka •  taltan •  cicót •  szlekani •  szlévej •  bívör •  kerier •  csilkatin •  daglib •  jelonájf •  csipuvéj •  nyugati „erdei” krí •  nyugati „igazi” krí •  északi odzsibua •  Winnipeg-tavi szoltó •  neszkepi •  keleti krí •  atikemik •  mantenye •  beotuk

#### Sarkvidéki terület
(szibériai jupikok) •  Saint-Lawrence-szigeti eszkimók •  aleutok •  csendes-óceáni eszkimók (csendes-óceáni jupikok) •  délnyugat-alaszkai szárazföldi eszkimók (közép-alaszkai jupikok) •  Bering-szorosi inuitok, •  Kotzebue Sound-i inuitok •  belső-észak-alaszkai inuitok •  észak-alaszkai parti inuitok •  Mackenzie-deltavidéki inuitok •  réz inuitok  •  netszilikek •  karibu inuitok •  szallirmiutok (szadlermiutok) •  iglulikok •  Baffin-földi inuitok •  Labrador-parti inuitok •  quebeci inuitok

## Híres indiánok

### Észak- és Közép-Amerika
Kanada
- Jeannette Armstrong
- Andrew Blackbird (1815–1908)

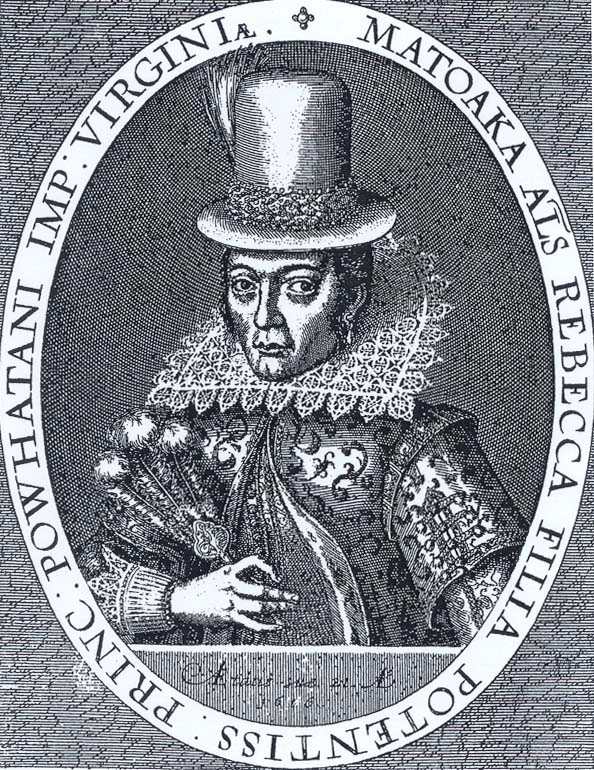
Pokahontasz

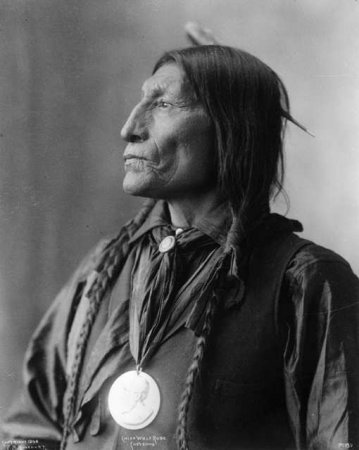
Wolf Robe (Honehevotomah)

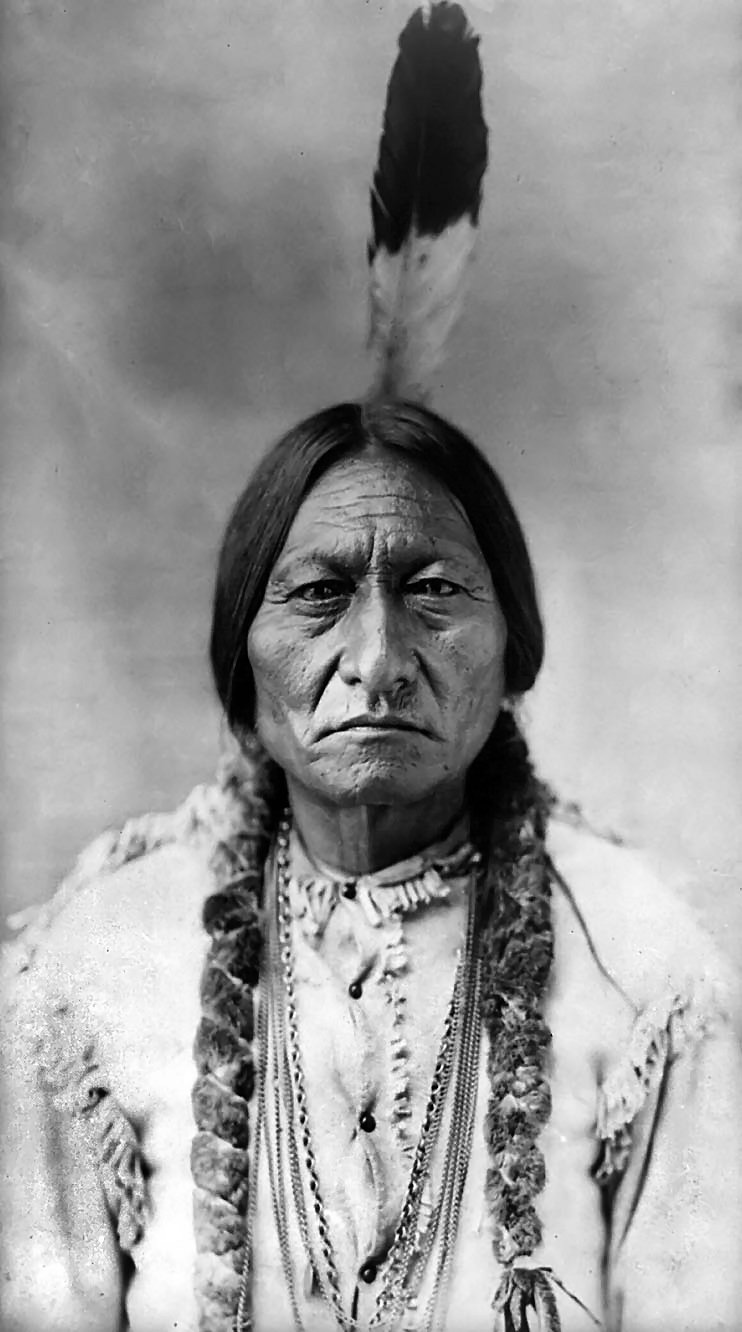
Ülő Bika portréja, 1885

- Pauline Johnson (Tekahionwake, 1861–1913)
- Simon Pokagon (1830–1899)

USA
- William Apess (1798–1839)
- Black Elk (Hehaka Sapa) (1863–1950)
- Ward Churchill
- Elizabeth Cook-Lynn (1930–)
- David Cusick (1780–1840)
- Vine Deloria, Jr. (1933–2005)
- Charles Eastman (Ohiyesa, 1858–1939)
- Geronimo
- Handsome Lake (Ganiodajo, 1735–1815)
- Joy Harjo (1951–)
- Francis La Flesche (1857–1932)
- Lozen (1840–1887)
- Wilma Mankiller
- Russell Means
- N. Scott Momaday (1934–)
- Mountain Wolf Woman (Kéhachiwinga, 1884–1960)
- Mourning Dove (Humishuma, 1888–1936)
- Opothleyahola
- Osceola
- Őrült Ló
- Pokahontasz (1595–1617)
- Alexander Posey (1873–1908)
- Sánta Őz (Tahca Ushte, John Fire Lame Deer, 1900–1976)
- Seattle törzsfőnök
- Sequoyah (1767–1843), a cseroki írás megalkotója
- Luci Tapahonso (1953–)
- Ülő Bika
- Sarah Winnemucca
- Standing Bear (1834–1908)
- Carter Revard (1931–)
- John Rollin Ridge (Yellow Bird, 1827–1867)
- Tecumseh (1768–1813)
- Charlene Teters
- Victorio (1825–1880)
- James Welch (1940–2003)
- Wolf Robe (Honehevotomah, 1838–1910)
- Ofelia Zepeda (1952–)
- Zitkala-Sa (1876–1938)

Lásd még: Famous Indian Chiefs
Mexikó
- I. Moctezuma (1440–1469)
- II. Moctezuma (1502–1520)
- Ahuízotl (1486–1502)
- Cuitláhuac
- Cuauhtémoc (-1525)

### Dél-Amerika
- Atahualpa

## Indiánok az irodalomban
- Karl May: Winnetou
- Sat-Okh (Hosszú Toll): A Sós sziklák völgye
- Szürke Bagoly: Két kicsi hód
- James Fenimore Cooper: Nagy Indiánkönyv
- Molnár Gábor: A csendes halál démona
- Henry Wadsworth Longfellow: Hiawatha
- Fehér Szarvas: A Szikláshegyek varázslója
- Fehér Szarvas: Hét fekete Hold

## A filmművészetben
- A misszió
- Winnetou-filmek
- Farkasokkal táncoló
- Az utolsó mohikán
- Apocalypto
- Hadiösvényen  War Party  amerikai akciófilm, 99 perc, 1989
- The Lone Ranger  A magányos lovas  ( Johnny Depp )
- A fegyverek szava (Windtalkers, 2002)
- Indián szív (The Broken Chain) , amerikai dráma, rendező: Lamont Johnson  1993

## Fordítás
- Ez a szócikk részben vagy egészben  az   Indigenous peoples of the Americas című angol Wikipédia-szócikk ezen változatának fordításán alapul.  Az eredeti cikk szerkesztőit annak laptörténete sorolja fel. Ez a jelzés csupán a megfogalmazás eredetét és a szerzői jogokat jelzi, nem szolgál a cikkben szereplő információk forrásmegjelöléseként.